# ۲۰۲۴

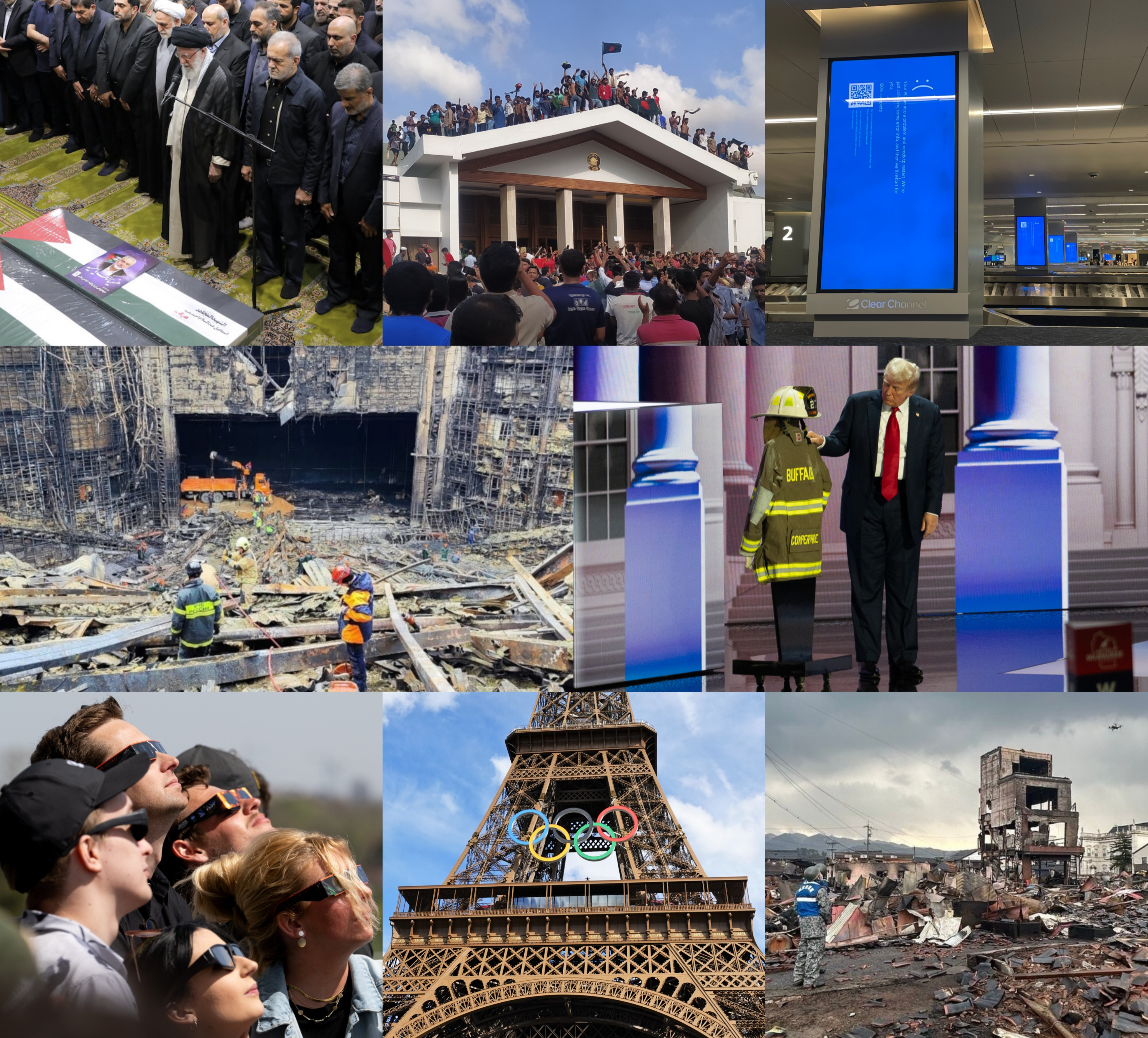
رویدادهای مهم سال ۲۰۲۴

۲۰۲۴ (میلادی) دو هزار و بیست و چهارمین سال تقویم میلادی است و به سال انتخابات‌های مهم معروف است.

## سال انتخابات‌های مهم
در سال ۲۰۲۴ انتخابات‌های مهمی در سراسر جهان در حال برگزاری بود، مانند انتخابات ریاست‌جمهوری ۲۰۲۴ ایالات متحده آمریکا، انتخابات ریاست‌جمهوری روسیه (۲۰۲۴)، انتخابات سراسری تایوان (۲۰۲۴)، انتخابات پارلمان اروپا (۲۰۲۴)، انتخابات سراسری السالوادور (۲۰۲۴)، انتخابات هند، پاکستان، ایران، اندونزی، ونزوئلا، آفریقای جنوبی و مکزیک.

## رویدادها
- انتخابات ریاست‌جمهوری ۲۰۲۴ ایالات متحده آمریکا
- المپیک تابستانی ۲۰۲۴
- چهاردهمین انتخابات ریاست جمهوری ایران
- جنگ اسرائیل و حماس
- حمله هوایی به کنسولگری ایران در دمشق
- عملیات وعده صادق
- سانحه سقوط بالگرد ابراهیم رئیسی
- انفجار پیجرها و بی‌سیم‌های حزب‌الله لبنان
- ترور اسماعیل هنیه
- حمله هوایی به مرکز فرماندهی حزب‌الله
- کشتن یحیی سنوار
- حمله اسرائیل به ایران
- حملات ۲۰۲۴ اپوزیسیون سوریه
- سقوط رژیم اسد

## درگذشتگان

### ژانویه
- ۴ ژانویه - گلینیس جونز، بازیگر اهل ولز.
- ۵ ژانویه - نیکولاس رشر، فیلسوف اهل آلمان.
- ۷ ژانویه - فرانتس بکن‌باوئر، بازیکن و مربی فوتبال اهل آلمان.
- ۱۰ ژانویه - تیسا فارو، بازیگر اهل ایالات متحده آمریکا.
- ۱۱ ژانویه - یوری سولومین، کارگردان اهل شوروی.
- ۱۹ ژانویه - آتیلیو بوستی، سیاستمدار اهل ایتالیا.

### فوریه
- ۵ فوریه - دریس فان آخت، سیاستمدار هلندی.
- ۱۲ فوریه  - سام مرسر، تهیه کننده اهل ایالات متحده آمریکا.
- ۲۰ فوریه - آندریاس برمه، بازیکن فوتبال اهل آلمان.
- ۲۴ فوریه - پرویز ربیعی، دوبلور ایرانی.
- ۲۹ فوریه - پائولو تاویانی، کارگردان اهل ایتالیا.

### مارس
- ۸ مارس - هربرت کرومر، فیزیک‌دان اهل ایالات متحده آمریکا.
- ۱۸ مارس - توماس استافورد، فضانورد اهل ایالات متحده آمریکا.
- ۱۹ مارس - ام. امت والش، بازیگر اهل ایالات متحده آمریکا.
- ۲۰ مارس - فرامرز اصلانی، خواننده و آهنگساز ایرانی.
- ۲۷ مارس - دنیل کانمن، روان‌شناس آمریکایی-اسرائیلی.

### آوریل
- ۱ آوریل - رضا داوودنژاد، بازیگر ایرانی.
- ۹ آوریل - خائیمه د آرمینیان، کارگردان و فیلم‌نامه‌نویس اهل اسپانیا.
- ۱۶ آوریل - رابرت مریهو آدامز، فیلسوف اهل ایالات متحده آمریکا.
- ۱۹ آوریل - 
  - دانیل دنت، فیلسوف و دانشمند اهل ایالات متحده آمریکا.
  - مارکوس ریواس، بازیکن فوتبال اهل مکزیک.
- ۲۲ آوریل - میشائیل فرهوفن، کارگردان اهل آلمان.
- ۲۴ آوریل - مارگارت لی، بازیگر بریتانیایی.
- ۳۰ آوریل - پل آستر، نویسنده اهل ایالات متحده آمریکا.

### مه
- ۵ مه - برنارد هیل، بازیگر انگلیسی.
- ۹ مه - راجر کورمن، کارگردان، بازیگر و تهیه‌کننده اهل ایالات متحده آمریکا.
- ۱۷ مه - زری خوشکام، بازیگر ایرانی.
- ۱۹ مه - 
  - سید ابراهیم رئیسی، هشتمین رئیس‌جمهور ایران.
  - حسین امیرعبداللهیان، سیاستمدار، دیپلمات و وزیر امور خارجه ایران.
  - سید محمدعلی آل‌هاشم، امام جمعه تبریز، اهل ایران.
- ۲۳ مه - مورگان اسپرلاک، کارگردان و فیلم‌نامه‌نویس اهل ایالات متحده آمریکا.
- ۲۵ مه - آلبر اس. رودی، تهیه کننده اهل کانادا.

### ژوئن
- ۱۱ ژوئن - فرانسواز اردی، بازیگر و خواننده فرانسوی.
- ۱۲ ژوئن - فرناندو ژوزه دی فرانکا دیاز ون-دونم، سیاستمدار اهل آنگولا.
- ۱۶ ژوئن - ایوانز ایوانز، بازیگر اهل ایالات متحده آمریکا.
- ۱۸ ژوئن - آنوک امه، بازیگر فرانسوی.
- ۲۰ ژوئن - دونالد ساترلند، بازیگر کانادایی.
- ۳۰ ژوئن -
  - ماریا رزاریا اوماجو، بازیگر و نویسنده اهل ایالات متحده آمریکا.
  - ژیلبر دسمه، دوچرخه‌سوار اهل بلژیک.

### ژوئیه
- ۵ ژوئیه - جان لاندو، تهیه کننده اهل ایالات متحده آمریکا.
- ۱۱ ژوئیه - شلی دووال، بازیگر اهل ایالات متحده آمریکا.
- ۱۳ ژوئیه - شانن دوهرتی، بازیگر اهل ایالات متحده آمریکا.
- ۱۵ ژوئیه -
  - ژاک بوده، بازیگر اهل فرانسه.
  - ویته ون دورت، بازیگر و خواننده اهل هلند.
- ۱۸ ژوئیه - باب نیوهارت، بازیگر و کمدین اهل ایالات متحده آمریکا.
- ۲۲ ژوئیه - سعید راد، بازیگر ایرانی.
- ۳۱ ژوئیه - اسماعیل هنیه، سیاستمدار فلسطینی.

### اوت
- ۱ اوت - کریگ شکسپیر، مربی و بازیکن فوتبال اهل بریتانیا.
- ۴ اوت - تسونگ-دائو لی، فیزیک‌دان چینی.
- ۵ اوت - ویاچسلاو نیکولایویچ ایوانوف، ورزشکار رشته روئینگ اهل اتحاد جماهیر شوروی.
- ۶ اوت - جیمز بجورکن، دانشمند و فیزیک‌دان اهل ایالات متحده آمریکا.
- ۷ اوت - جان مک‌براید، فضانورد اهل ایالات متحده آمریکا.
- ۸ اوت - آلن لیتل، بازیکن فوتبال اهل بریتانیا.
- ۹ اوت - سوزان ووجیتسکی، کارآفرین و مدیر عامل یوتیوب اهل ایالات متحده آمریکا.
- ۱۲ اوت - سدریک داوری، بازیکن فوتبال فرانسوی.
- ۱۷ اوت - سیراک ملکنیان، هنرمند نقاش ایرانی-ارمنی
- ۱۸ اوت - 
  - آلن دلون، بازیگر فرانسوی.
  - فیل دوناهو، تهیه‌کننده، نویسنده و مجری اهل ایالات متحده آمریکا.
- ۱۹ اوت - ماریا برانیاس، فوق صد ساله اسپانیایی.
- ۲۰ اوت - هوشنگ حریرچیان، بازیگر ایرانی.
- ۲۱ اوت - جان آموس، بازیگر اهل ایالات متحده آمریکا.
- ۲۶ اوت - سون یوران اریکسون، بازیکن و مربی فوتبال سوئدی.
- ۳۰ اوت - محمدعلی بهمنی، شاعر ایرانی.

### سپتامبر
- ۲ سپتامبر - جلیل تجلیل، استاد دانشگاه و مترجم اهل ایران.
- ۹ سپتامبر - جیمز ارل جونز، بازیگر اهل ایالات متحده آمریکا.
- ۱۱ سپتامبر - آلبرتو فوجیموری، سیاستمدار اهل پرو.
- ۱۴ سپتامبر - صدرالدین حجازی، بازیگر ایرانی.
- ۱۵ سپتامبر - تیتو جکسون، خواننده و گیتاریست اهل ایالات متحده آمریکا.
- ۱۷ سپتامبر - سزار، بازیکن فوتبال اهل برزیل.
- ۲۶ سپتامبر - جان اشتون، بازیگر اهل ایالات متحده آمریکا.
- ۲۷ سپتامبر -
  - مگی اسمیت، بازیگر اهل انگلستان.
  - سید حسن نصرالله، روحانی شیعه و سیاستمدار لبنانی.
  - عباس نیلفروشان، نظامی ایرانی.
- ۲۸ سپتامبر - کریس کریستوفرسون، خواننده و بازیگر اهل ایالات متحده آمریکا.
- ۲۹ سپتامبر -
  - ران ایلی، بازیگر اهل ایالات متحده آمریکا.
  - ریچارد اس. همیلتون، استاد ریاضی اهل کلمبیا.
- ۳۰ سپتامبر - 
  - دیکمبه موتومبو، بازیکن بسکتبال اهل کنگو.
  - رابرت واتس، تهیه کننده اهل بریتانیا.
  - پارک جی آه، بازیگر اهل کره جنوبی.
  - گاوین کریل، بازیگر و خواننده اهل ایالات متحده آمریکا.

### اکتبر
- ۳ اکتبر - هاشم صفی‌الدین، روحانی شیعه و سیاستمدار لبنانی.
- ۱۴ اکتبر - فیلیپ زیمباردو، روان‌شناس و استاد دانشگاه اهل ایالات متحده آمریکا.
- ۱۵ اکتبر - آنتونیو اسکارمتا، نویسنده اهل شیلی.
- ۱۶ اکتبر -
  - یحیی سنوار، سیاستمدار و رئیس سازمان حماس در نوار غزه.
  - لیام پین، خواننده اهل انگلستان.
- ۱۹ اکتبر - خوزه آویرو، بازیکن فوتبال اهل پاراگوئه.
- ۲۲ اکتبر - دیک پوپ، فیلم‌بردار بریتانیایی.
- ۲۳ اکتبر - لئون نیل کوپر، فیزیک‌دان اهل ایالات متحده آمریکا.
- ۲۷ اکتبر - آرشاک قوکاسیان، دوبلور ایرانی-ارمنی.
- ۲۹ اکتبر - حسن یوسف، کارگردان و بازیگر اهل مصر.

### نوامبر
- ۳ نوامبر - کوئینسی جونز، آهنگساز و تهیه‌کننده موسیقی اهل ایالات متحده آمریکا.
- ۶ نوامبر - تونی تاد، بازیگر و صدا پیشه اهل ایالات متحده آمریکا.
- ۸ نوامبر - ژنویو گراد، بازیگر فرانسوی.
- ۹ نوامبر -
  - رام نارایان، نوازنده اهل هند.
  - حسن اقصبی، مربی و بازیکن فوتبال اهل مراکش.
- ۱۳ نوامبر - کیانوش سنجری، ۴۲، فعال‌دانشجویی، وبلاگ‌نویس و روزنامه‌نگار اهل ایران.
- ۱۶ نوامبر - ریچارد آلن، سیاستمدار اهل ایالات متحده آمریکا.
- ۲۶ نوامبر - جیم آبراهامز، کارگردان، فیلم‌نامه‌نویس و تهیه کننده اهل ایالات متحده آمریکا.

### دسامبر
- ۱ دسامبر - نیلز آرستروپ، بازیگر و کارگردان اهل فرانسه.
- ۴ دسامبر - شاهدخت بریگیتا سوئد، شاهزاده اهل سوئد.
- ۶ دسامبر - استانیسواف تیم، بازیگر اهل لهستان.
- ۸ دسامبر - شریف گورن، کارگردان اهل ترکیه.
- ۱۱ دسامبر - دیوید باندرمن، کارآفرین و سرمایه‌دار اهل ایالات متحده آمریکا.
- ۱۲ دسامبر - نورمن بودل، بازیکن فوتبال اهل بریتانیا.
- ۱۴ دسامبر - ایزاک اندیک، کارآفرین و سرمایه‌دار اهل ترکیه.
- ۱۵ دسامبر - ذاکر حسین، آهنگساز و تهیه‌کننده موسیقی اهل هند.
- ۱۷ دسامبر - ماریسا پاردس، بازیگر اهل اسپانیا.
- ۱۸ دسامبر - کلاوس وولفرمن، پرتاب‌گر نیزه اهل آلمان.
- ۱۹ دسامبر - فدریکو مایور ساراگوسا، سیاستمدار و نویسنده اهل اسپانیا.
- ۲۱ دسامبر - جک باند، کارگردان و تهیه‌کننده بریتانیایی.
- ۲۳ دسامبر - ژاله علو، بازیگر و صدا پیشه اهل ایران.
- ۲۹ دسامبر - جیمی کارتر، سی و نهمین رئیس جمهور ایالات متحده آمریکا.